# Toramojoki
Toramojoki este o arie protejată (arie specială de conservare — SAC, sit de importanță comunitară — SCI) din Finlanda întinsă pe o suprafață de 3,3 ha, integral pe uscat.

## Localizare
Centrul sitului Toramojoki este situat la coordonatele 66°44′53″N 25°45′20″E / 66.7481°N 25.7556°E.

## Înființare
Situl Toramojoki a fost declarat sit de importanță comunitară în iunie 2005 pentru a proteja un număr necunoscut de specii din flora spontană și fauna sălbatică aflate în arealul zonei. Situl a fost protejat și ca arie specială de conservare în aprilie 2015.

## Biodiversitate
Situată în ecoregiunea boreală, aria protejată conține 1 habitat natural: Cursuri de apă de la nivel de câmpie la nivel montan, cu vegetație Ranunculion fluitantis și Callitricho-Batrachion.
La baza desemnării sitului se află un număr nedeclarat de specii protejate.
Pe lângă speciile protejate, pe teritoriul sitului au mai fost identificate 1 specie de pești.